# Taufbecken (Cauffry)

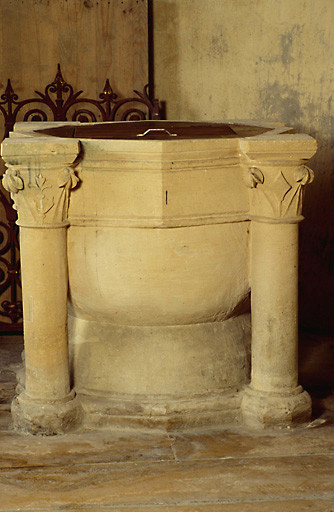
Taufbecken in Cauffry

Das Taufbecken in der katholischen Kirche St-Aubin in Cauffry, einer französischen Gemeinde im Département Oise in der Region Hauts-de-France, wurde im 13. Jahrhundert geschaffen. 
Im Jahr 1911 wurde das gotische Taufbecken als Monument historique in die Liste der geschützten Objekte (Base Palissy) in Frankreich aufgenommen.
Das ovale und 80 cm hohe Taufbecken aus Kalkstein steht auf einem achteckigen Sockel, an dessen Ecken vier Säulen enden. Diese sind mit dem Taufbecken aus einem Steinblock geschaffen. Der Beckenrand ist mit einem Relief aus pflanzlichen Motiven geschmückt.